# Att skriva sig till läsning
Att skriva sig till läsning (ASL) (engelsk Integrated Write to Learn (iWTR)) är en läs- och skrivutvecklings metod som är utarbetat av den norske forskaren och pedagogen Arne Trageton.
Metoden innebär att eleverna använder datorn eller surfplattan som skrivverktyg. Forskaren utgår från att skrivning är lättare än läsning samt att yngre barn har svårt med att forma bokstäver för hand när de börjar skriva. Med hjälp av tangentbordet och datorn eller surfplattan blir det riktigt lätt att forma bokstäverna. Arbete ger många fördelar som t.ex. mer likartade förutsättningar, tidig textbearbetning, skrivlust, skaparglädje, tydlig stil, lustfullt m.m. oberoende av elevernas motoriska färdigheter. Den omfattande tid man tidigare ägnade åt formellt bokstavsformande med penna ägnas istället åt språkutvecklande aktiviteter och finmotoriska övningar.

## Bakgrund
Forskningsprojektet "Textskapande på dator 1-4 klass (1999-2001) följer under tre år 14 klasser i Norge, Danmark, Finland och Estland. Denna forskningen visar att för 4-7-åringar är skrivning lättare än läsning och datorn gör skriv- och läsprocesserna enklare. I enlighet med internationell forskning   visade det sig att datorklasserna skrev bättre och längre texter än klasserna som skrev för hand. 
Den norska läroboken "Å skrive seg till lesning" från 2003 översattes till danska 2004, till svenska 2005 och till finska 2007. Den svenska utgåvan "Att skriva sig till läsning" (ASL) trycktes på nytt år 2006. En ny reviderad upplaga med ett separat kapitlet för förskolan utgavs år 2014.
I boken beskriver Arne Trageton barns möjligheter att lära sig skriva och läsa som "lekande lätt". Att lära sig perfekt handskrivning är svårt för 6-åringar. Datorn är emellertid ett mycket enklare skrivredskap än pennan. Då kan vi omvandla den traditionella läs- och skrivinlärningen till skriv- och läslärande. Att formulera egna tankar och meningar gör eleverna till kunskapsproducenter från den första dagen i skolan. Parskrivning stimulerar dialog och muntlig kompetens. Barnen lär sig att läsa genom sitt eget skrivande. Lärarna minskar den rena undervisningen för att stimulera barnens muntliga och skriftliga uttryck och lärande. 
De senaste 30 årens lekforskning visar att det inte finns någon motsättning mellan lek och lärande. Formuleringen leklärande eller "playlearning" visar att lek är en förutsättning för varaktigt lärande i åldrarna 6-10 år.

## Teoretiskt perspektiv och läroplan

### Teoretiskt perspektiv
Att skriva sig till läsning (ASL) innebär ett lärande i socialt samspel. Den har utgångspunkt i det sociokulturella perspektivet och Vygotskijs tankar om eleven som ett socialt väsen som tillägnar sig kunskap i en social, skriftspråklig gemenskap där klassrummet är ett rum för gemensamt lärande.  Vygotskijs tänkande var att pedagogik är något som kräver aktiva elever, en aktiv lärare och en aktiv miljö.  Vygotskij benämner den potentiella utvecklingszonen i den sociokulturella teorin vilket innebär att med hjälp av någon mer erfaren vuxen eller kamrat kan barnen utvecklas och klara av det de inte klarar av på egen hand.   I den sociokulturella lärandeteorin läggs fokus på samspelet, dialogen, kommunikation där läraren fungerar som ett stöd i processen.

### Läroplan
Modern teknik ska användas som verktyg för kunskapssökande, kommunikation, skapande och lärande. Att använda datorn i undervisningen finns också konkret beskrivet i Lgr 11. Under strävansmålen finner man bland annat att skolan skall sträva efter att varje elev:
- utvecklar sin förmåga att skriva läsligt för hand och att använda datorn som hjälpmedel

- utvecklar förmåga att utnyttja olika möjligheter för att inhämta information, tillägnar sig kunskap om mediers språk och funktion

- lär sig att utforska, lära och arbeta både självständigt och tillsammans med andra

Undervisningen ska elevanpassas efter behov och förutsättningar, utgå från elevbakgrund och tidigare erfarenheter, jämställdhet mellan könen, etnisk tillhörighet, livslångt lärande och demokratiska arbetsformer, fostran till ansvar. Barnen ska granska kritiskt, se konsekvenser, samtala, skriva, läsa, utveckla kreativitet, nyfikenhet, självförtroende, pröva egna idéer, arbeta både självständigt och tillsammans med andra.

## Beskrivning av metoden
Trageton menar att arbetet med datorer och surfplattor ska börja redan i förskoleklass som en lek med bokstäver. Därifrån går man vidare efterhand som man erövrar bokstavsspråket att gå från slumpmässiga rader av bokstäver, så kallade bokstavsräckor (Spökskriver) till ”riktiga” texter. Penna används i olika sammanhang som bild och matematik, men formell skrivträning med penna ska enligt Trageton vänta till åk 2 då barnet kan alla bokstäver och kan koppla bokstavsljudet till bokstaven. Texter skrivna på dator eller surfplatta skrivs ut på papper, illustreras och bearbetas på olika sätt t.ex. rita/måla, fotografera, läggs ut på bloggar. Barnen ska arbeta i par vid en datorn/surfplatta. Trageton skriver: "Parskrivning stimulerar dialog och muntlig kompetens. Barnen lär sig läsa genom sin egen skrivning”. Lärarens roll är att stimulera barnen till kommunikation, reflektion, egen bearbetning, kompisbearbetning och läsande genom positiv återkoppling, ett formativt förhållningssätt. Trageton skriver ”Lärarrollen går från ren undervisning till att stimulera bearbetning och lärande”.

## Kritik
Ulf Fredriksson, docent i pedagogik vid Stockholms universitet och bland annat läsforskare, ifrågasätter betoningen på att elever bara ska använda tangentbordet för att lära sig läsa och skriva.Han menar att pennan är naturligt del av barns vardag och att det finns inte något starkt vetenskapligt stöd för att barn blir bättre på att läsa bara för att de inte får skriva för hand. Ulf Fredriksson anser att Arne Trageton inte har tillräckligt bra vetenskapliga data i sina undersökningar.
Forskare är idag överens om att det inte finns någon enskild läsinlärningsmetod som är universellt rätt för alla barn.{{Källa behövs}} Läs- och bedömningsforskaren John Hattie menar att bäst effekt uppnås om läraren använder sig av en kombination av ordförståelse, phonics och förståelseinriktade metoder.  Den internationella PISA-studien, år 2009 visar att svenska femtonåringar har fått allt sämre kunskaper i läsförståelse under 2000-talet.